# Poços de Caldas
Poços de Caldas là một đô thị thuộc bang Minas Gerais, Brasil. Đô thị này có diện tích 544,42 km², dân số năm 2007 là 150095 người, mật độ 283,7 người/km².